# Jack Blessing
Jack Blessing (Baltimore, Maryland, 1951. július 29. – Chatsworth, Kalifornia, 2017. november 14.) amerikai színész.

## Filmjei

### Mozifilmek
- A mennyország kapuja (Heaven's Gate) (1980)
- A félelem galaxisa (Galaxy of Terror) (1981)
- Hamburger: The Motion Picture (1986)
- Egy kisebb isten gyermekei (Children of a Lesser God) (1986, hang)
- Botcsinálta tanerő (Summer School) (1987)
- Belevaló papapótló (Uncle Buck) (1989, hang)
- Azok a csodás 70-es évek (The Spirit of '76) (1990, hang)
- Samantha (1991)
- A legeslegújabb kor (The New Age) (1994, hang)
- Törésvonal (Ground Zero) (2000)
- A maffia feketelistája (Above Suspicion) (2000)
- Tizenhárom nap – Az idegháború (Thirteen Days) (2000)
- Taplógáz (Talladega Nights: The Ballad of Ricky Bobby) (2006)
- Nagyon vadon (Open Season) (2006, hang)
- Megaagy (Megamind) (2010, hang)
- ParaNorman (2012, hang)
- Visszatérés Óz birodalmába (Legends of Oz: Dorothy's Return) (2013, hang)

### Tv-filmek
- The Defection of Simas Kudirka (1978)
- Women at West Point (1979)
- Miracle on Ice (1981)
- Amos (1985)
- A tökéletes gyanúsított (Blind Justice) (1986)
- LBJ: A korai évek (LBJ: The Early Years) (1987)
- Tonight's the Night (1987)
- Strange Voices (1987)
- Mothers, Daughters and Lovers (1989)
- Joshua's Heart (1990)
- Working Tra$h (1990)
- Összetört álmok (The Marla Hanson Story) (1991)
- Do Not Bring That Python in the House (1992)
- The Last of His Tribe (1992)
- Miss Amerika: A korona mögött (Miss America: Behind the Crown) (1992)
- Murder One: Diary of a Serial Killer (1997)
- Kettős fedezékben (Murder at 75 Birch) (1998)

### Tv-sorozatok
- Goodtime Girls (1980, egy epizódban)
- Quincy M.E. (1981, két epizódban)
- M.A.S.H. (1981, egy epizódban)
- Small & Frye (1983, hat epizódban)
- Remington Steele (1983, két epizódban)
- Családi kötelékek (Family Ties) (1985, két epizódban)
- George Burns Comedy Week (1985, egy epizódban)
- A simlis és a szende (Moonlighting) (1986–1989, 17 epizód)
- Stingray (1987, egy epizódban)
- Mr. President (1987, két epizódban)
- CBS Summer Playhouse (1987, egy epizódban)
- Thirtysomething (1987, egy epizódban)
- Amen (1988, egy epizódban)
- Day by Day (1988–1989, két epizódban)
- China Beach (1989, egy epizódban)
- Mancuso, FBI (1989, egy epizódban)
- Living Dolls (1989, egy epizódban)
- Empty Nest (1990, egy epizódban)
- Babes (1990, egy epizódban)
- Öreglányok (The Golden Girls) (1991, egy epizódban)
- Roseanne (1991, egy epizódban)
- Civil Wars (1992, egy epizódban)
- Dream On (1992, egy epizódban)
- SeaQuest – A mélység birodalma (Seaquest DSV) (1994, egy epizódban)
- The Larry Sanders Show (1994, egy epizódban)
- Halálbiztos diagnózis (Diagnosis Murder) (1994, egy epizódban)
- Cybill (1995, egy epizódban)
- Miért éppen Alaszka? (Northern Exposure) (1995, egy epizódban)
- Louie élete (Life with Louie) (1995, hang, egy epizódban)
- The Naked Truth (1995–1996, 20 epizódban)
- Star Trek: Deep Space Nine (1996, egy epizódban)
- Dangerous Minds (1996, két epizódban)
- Murder One (1996–1997, négy epizódban)
- Szeretünk Raymond (Everybody Loves Raymond) (1997, egy epizódban)
- Vészhelyzet (ER) (1997, egy epizódban)
- Házi barkács (Home Improvement) (1997, egy epizódban)
- Cracker (1997, egy epizódban)
- C-16: Szuperügynökök (C-16: FBI) (1997, egy epizódban)
- Smart Guy (1997, egy epizódban)
- Pensacola – A név kötelez (Pensacola: Wings of Gold) (1997, egy epizódban)
- Ügyvédek (The Practice) (1997, egy epizódban)
- Pszichozsaru (Profiler) (1997, két epizódban)
- Brooklyn South (1997–1998, két epizódban)
- Maximum Bob (1998, egy epizódban)
- New York rendőrei (NYPD Blue) (1998, két epizódban)
- Angyali érintés (Touched by an Angel) (1999, egy epizódban)
- It's Like, You Know...  (1999, két epizódban)
- City of Angels (2000, egy epizódban)
- Sírig tartó barátság (Any Day Now) (2000–2001, két epizódban)
- Amynek ítélve (Judging Amy) (2000, 2002, két epizódban)
- Édes élet olasz módra (That's Life) (2001, egy epizódban)
- X-akták (The X Files) (2002, egy epizódban)
- George Lopez (2002–2007, 20 epizódban)
- A főnök (The Closer) (2009, egy epizódban)
- CSI: A helyszínelők (CSI: Crime Scene Investigation) (2009, egy epizódban)
- Mike és Molly (Mike & Molly) (2012, egy epizódban)

## További információ
- Jack Blessing a PORT.hu-n (magyarul)
- Jack Blessing az Internetes Szinkronadatbázisban (magyarul)
- Jack Blessing az Internet Movie Database-ben (angolul)
- Jack Blessing a Rotten Tomatoeson (angolul)